# Пестерево (Вологодская область)
Пестерево — деревня в Кирилловском районе Вологодской области.
Входит в состав Алёшинского сельского поселения, с точки зрения административно-территориального деления — в Ивановоборский сельсовет.
Расстояние до районного центра Кириллова по автодороге — 36 км, до центра муниципального образования Шиндалово по прямой — 11 км. Ближайшие населённые пункты — Шевинская, Гребенево, Нечаево, Гвоздево.
По переписи 2002 года население — 0 человек.